# Albert Cuypmarkt

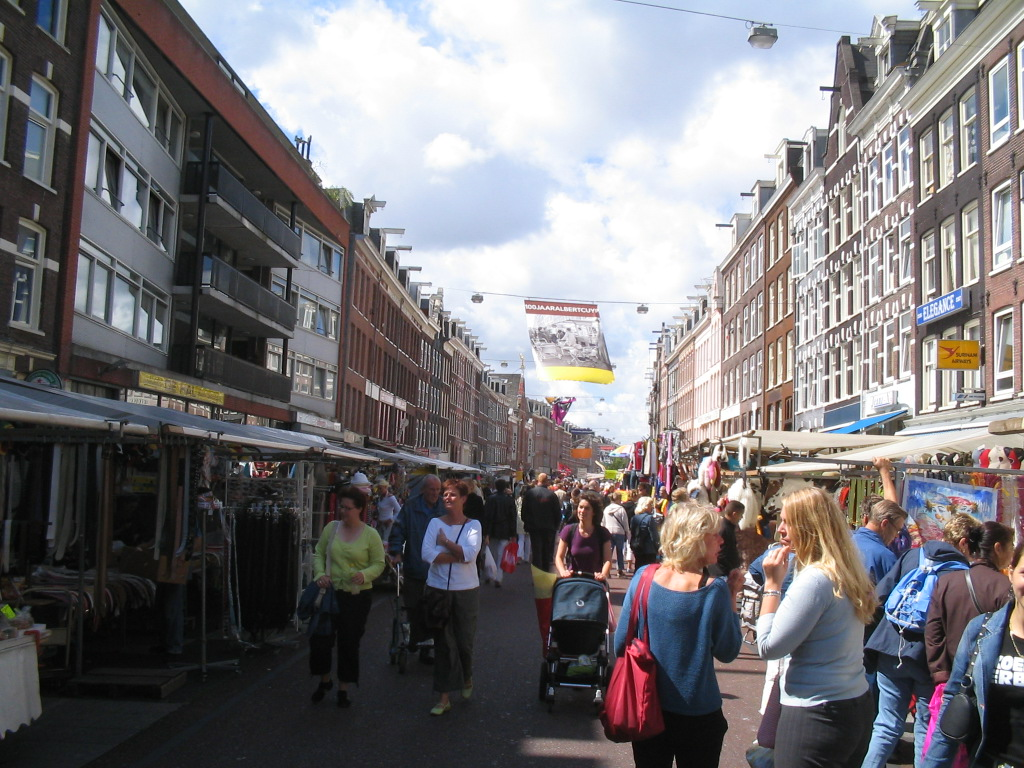
De Albert Cuypmarkt

De Albert Cuypmarkt is een dagmarkt in Amsterdam op het gedeelte van de Albert Cuypstraat tussen de Ferdinand Bolstraat en de Van Woustraat in De Pijp in het stadsdeel Zuid. De straat en de markt zijn vernoemd naar Albert Cuyp, een kunstschilder uit de 17e eeuw.
De markt begon als een losse verzameling straatventers en handkarren. Dit ontaardde in het begin van de 20e eeuw in een chaos, waarop het gemeentebestuur in 1905 besloot een vrije markt te vestigen, die in eerste instantie alleen op zaterdagavond gehouden werd.
De Albert Cuypstraat, de Dapperstraat, de Ten Katestraat en de Lindengracht werden in 1910 als 'ventstraat' aangewezen.
In 1912 werd de markt een dag-markt die 6 dagen per week geopend is; maandag tot en met zaterdag van 09.00 tot 17.00 uur. Oorspronkelijk was de straat voor elk verkeer toegankelijk tijdens de markt-uren, maar al vele jaren is de straat volledig voor verkeer afgesloten indien de markt open is, behalve voor het lopende publiek.
De Albert Cuypmarkt is met 260 kramen de grootste dag-markt van Europa. Het staat er vol met kramen met o.a. verse producten, kleding, bloemen, stoffen en natuurlijk typische Hollandse lekkernijen. Hij is ook de drukste markt van geheel Nederland met een heel gemengd publiek van Amsterdamse bewoners, toeristen, studenten, dagjesmensen en ondernemers.
De markt is de laatste twee decennia een belangrijke toeristische attractie geworden; hij wordt elk jaar bezocht door zes miljoen mensen. Toeristen zijn verantwoordelijk voor een derde deel van de omzet op de markt. 'Buitenlandse toeristen geven gemiddeld dertig euro uit per bezoek. De toerist op het Damrak geeft maar vier euro uit', aldus de heer Ben Bockstael, voorzitter van de ondernemersvereniging Albert Cuyp in 2011.

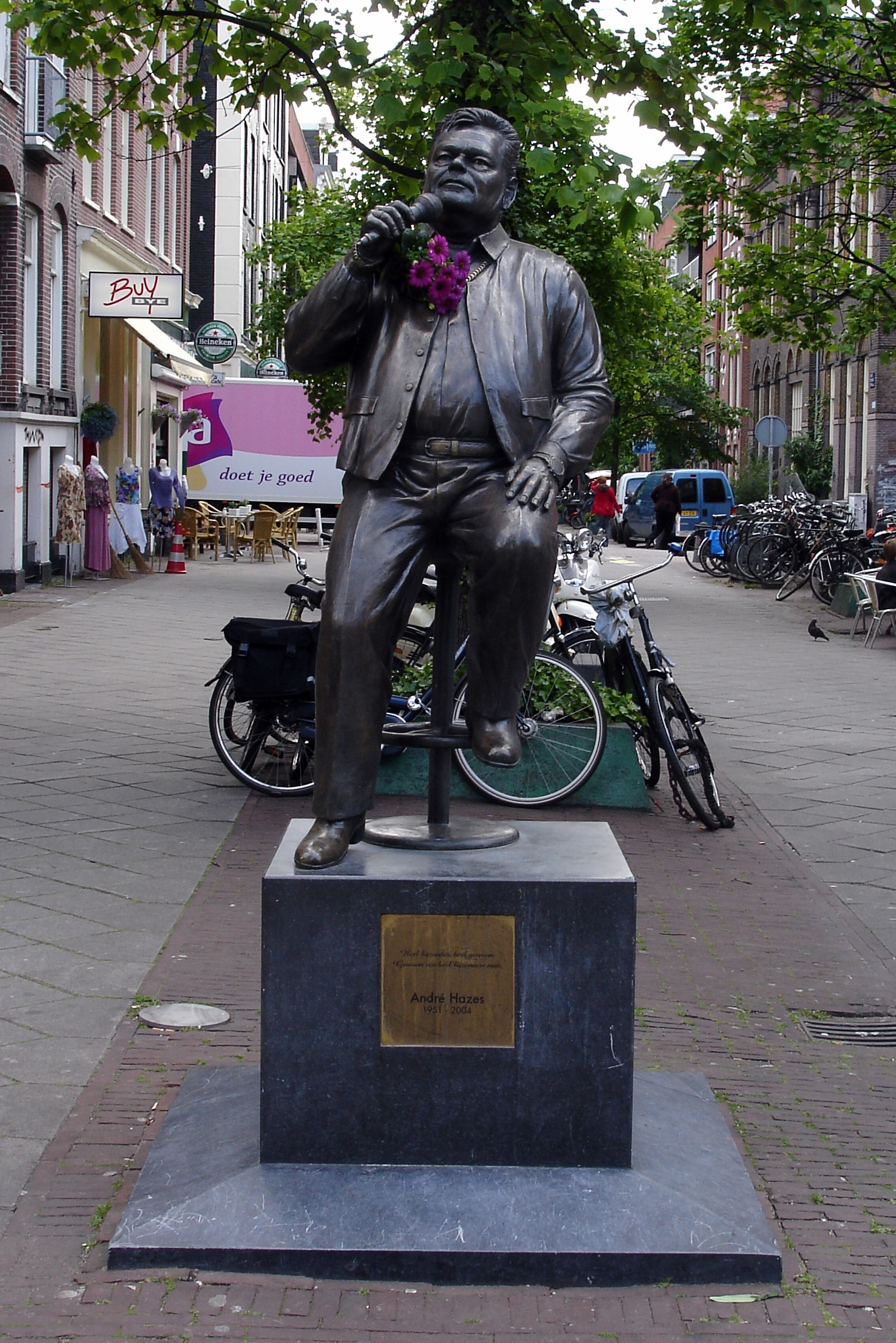
Beeld van André Hazes op de Albert Cuypmarkt

Op  23 september 2005 werd op de Albert Cuypmarkt, in de Albert Cuypstraat, het standbeeld van de Amsterdamse volkszanger André Hazes onthuld. Hazes bracht zijn jeugd door in De Pijp. Zijn zangtalent werd in 1959 ontdekt door Johnny Kraaijkamp sr., toen André op de Albert Cuypmarkt stond te zingen. 

## Afbeeldingen

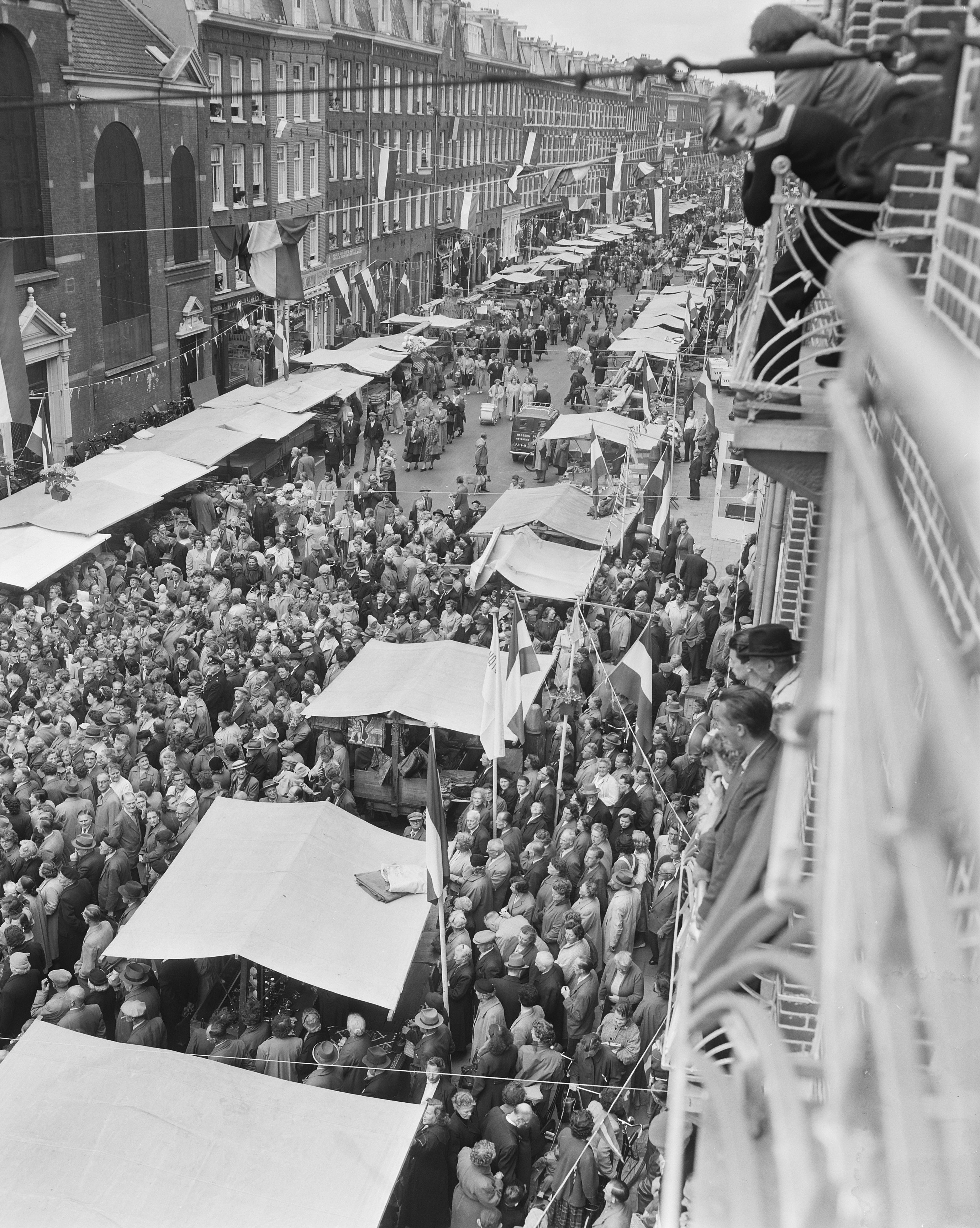
De markt ging weer open na herstel van het wegdek (foto, juni 1956
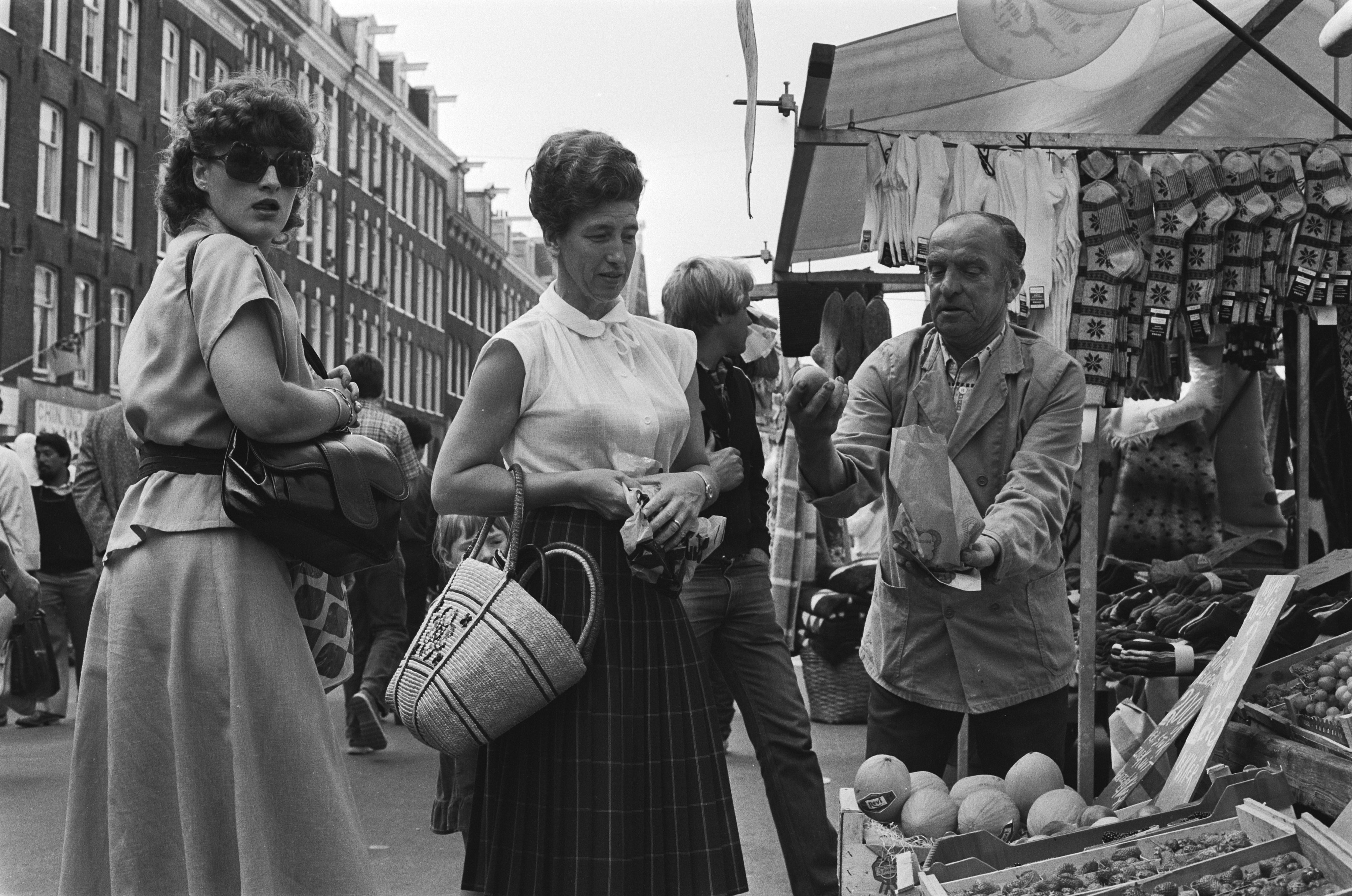
Groente- en fruitkraam op de Albert Cuypmarkt (foto, 1980)
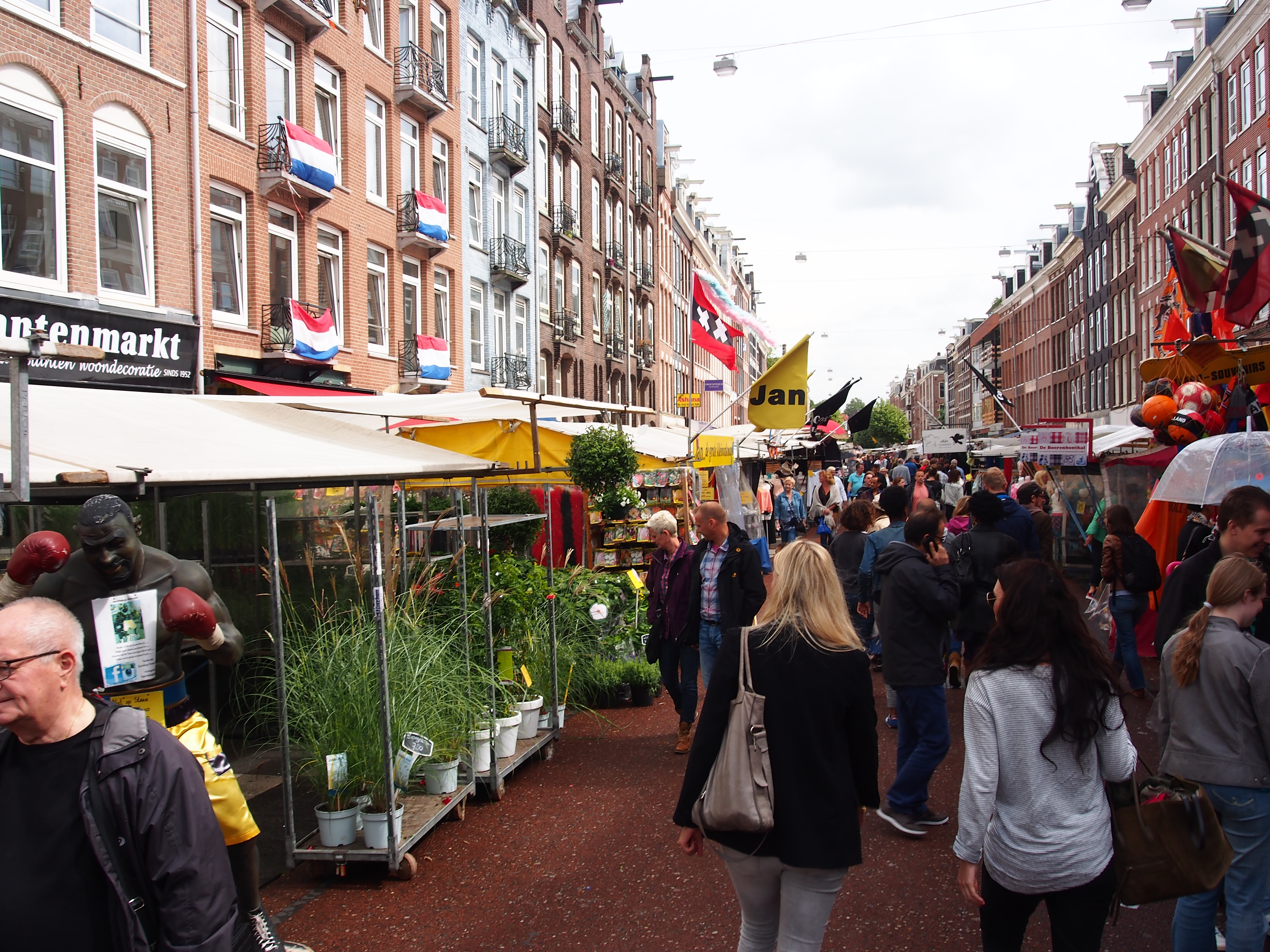
Albert Cuyp markt (foto, 2014)
marktkraam met huishoudelijke artikelen (foto, maart 2023)
Achter de marktstallen (foto, maart 2023)